# Fondation David-Lynch
Créée en en juillet 2005 par le cinéaste David Lynch, la Fondation David Lynch pour une éducation fondée sur la conscience et pour la paix mondiale (David Lynch Foundation For Consciousness-Based Education and World Peace ou DLF) est une organisation à but non lucratif dont le but était au départ de financer l'apprentissage de la pratique de la méditation transcendantale (la MT) dans les écoles, notamment dans celles touchées par la violence. Au fil des ans, son champ d'action s'est élargi à d'autres groupes de populations dites « à risque », comme les anciens combattants atteints de stress post-traumatique, les sans-abri, les détenus, les réfugiés et les victimes de violence conjugale.
Selon la presse, la fondation aurait levé des millions de dollars pour financer l'enseignement de la méditation transcendantale à plus d'une centaine de milliers d'étudiants, et à 500 000 personnes à risque dans le monde entier.

## Historique
David Lynch apprend la méditation transcendantale en 1973,. Très vite, il milite pour la promotion de cette technique et devient très proche de Maharishi Mahesh Yogi, le fondateur de la MT, qu'il rencontre pour la première fois en 1975 à Los Angeles.
Inquiet de la violence croissante dans les écoles et de l'augmentation du stress et des problèmes psychologiques rencontrés par les élèves, il crée sa fondation en juillet 2005 « pour procurer le programme [de MT] aux écoles » et effectue également des tournées dans divers campus universitaires pour diffuser sa conception de la paix inspirée des programmes de Maharishi,,.
La même année, il annonce l'objectif à long terme de lever sept milliards de dollars afin d'établir, dans sept pays différents, sept « Universités de la paix mondiale » affiliées qui formeront des étudiants à la pratique de la méditation transcendantale pour qu'ils deviennent des « artisans de la paix professionnels ».
Son livre de 2006, Catching the Big Fish (en) (Mon histoire vraie) se présente comme un témoignage de l'effet de la méditation transcendantale sur son processus créatif et il fait don de tous les droits d'auteur de ce livre à sa fondation.
En 2018, l'organisme de notation des associations caritatives américain Charity Navigator évalue la Fondation David Lynch et lui attribue un score de 93,8 %.

## Programmes sponsorisés par la fondation

### Dans les écoles

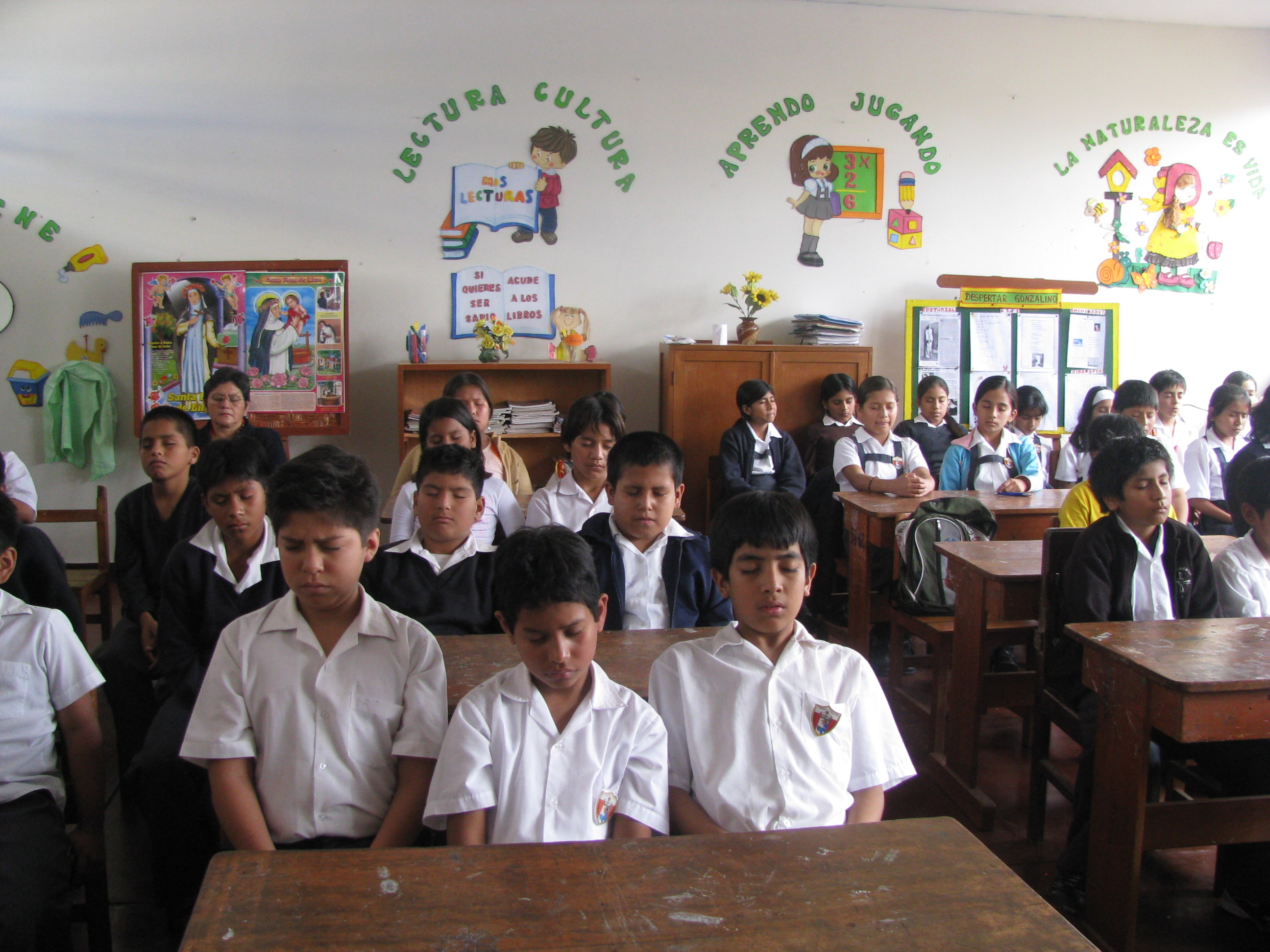
La méditation transcendantale est enseignée dans les écoles par le biais de la Fondation David Lynch (ici au Pérou).

Sur base du constat que le stress est l'ennemi numéro un de l'apprentissage, qu'il est une réalité pour des millions d'enfants et qu'il compromet la santé physique et mentale, la fondation a mis au point un programme de méditation transcendantale journalier pratiqué dans les écoles intitulé « Quiet Time » (Un moment de calme) pour lutter contre l'échec et le décrochage scolaires, les troubles de l'apprentissage et réduire la violence présente dans de nombreux établissements.
Aspect pratique du système de l'Éducation fondée sur la conscience (en) — l'application de la technique de la méditation transcendantale dans le cadre scolaire —, le programme, qui nécessite le consentement des parents, est enseigné sur base volontaire et les professeurs, eux aussi soumis au stress, peuvent également y participer. Les adhérents pratiquent deux fois par jour une séance de MT d'une quinzaine de minutes, ce qui complète les stratégies éducatives existantes en améliorant les fondements physiologiques de l'apprentissage et du comportement.
En dehors des États-Unis, la fondation aurait également financé des programmes scolaires dans les pays suivants : Australie, Royaume-Uni, Inde, Kenya, Ouganda, Afrique du Sud, Israël, Thaïlande et Nouvelle Zélande.

### Militaires et vétérans
La fondation met en place pour lutter contre le syndrome de stress post-traumatique l’ « Operation Warrior Wellness » (Opération bien-être du guerrier), qui finance l'apprentissage de la méditation transcendantale auprès des victimes militaires de ce syndrome, ainsi que de leur famille.
En 2013, Bob Roth, président de la fondation, précise que le département de la Défense des États-Unis étudie les possibles bénéfices pour les vétérans rentrant d'Irak et d'Afghanistan alors que vingt-deux vétérans se suicident chaque jour aux États-Unis.
En 2015, selon une étude réalisée auprès de soldats de l'armée américaine impliqués depuis plusieurs années dans des conflits armés, la méditation diminuerait les symptômes des troubles anxieux les plus sévères, et pourrait parfois supprimer « maux de tête, insomnie et troubles du sommeil, troubles de mémoire et troubles de l'humeur » qui caractérisent le syndrome. Une pratique sans effet secondaire à la différence des anxiolytiques qui n'ont d'efficacité que dans 30 % des cas de stress post-traumatique et de troubles anxieux,,.

### Enfants à risque
Le problème des enfants livrés à eux-mêmes dans des régions déchirées par la guerre ou la violence communautaire est gigantesque. Une épidémie invisible — le stress traumatique — y sape et détruit la santé, l'apprentissage, les liens familiaux, la vie communautaire et l'espoir. En collaboration avec des agences gouvernementales nationales et étatiques et des districts scolaires d'Amérique latine (Brésil, Colombie, Chili, Argentine), d'Afrique (Ghana, Kenya, Afrique du Sud), d'Asie (Vietnam, Philippines, Inde), du Moyen-Orient et d'Irlande du Nord, la Fondation David Lynch donne aux étudiants et aux jeunes sans-abri les outils nécessaires pour surmonter l'adversité et augmenter considérablement leurs chances de réussite dans la vie. En 2010, la DLF a également lancé un programme dans un refuge pour jeunes de Van Nuys, en Californie, intitulé « Children of the Night » (Enfants de la nuit).
En Colombie, les enfants des rues — appelés « les jetables » — subissent abus sexuels et autres. Cependant, un prêtre catholique, le père Gabriel Mejia, a créé au cours de ces trente dernières annés plus de 50 orphelinats qui, dans tout le pays, transforment la vie de milliers d'enfants sans abri en leur apportant de quoi se nourrir et se loger, tout en leur permettant d'apprendre gratuitement la méditation transcendantale grâce au soutien de la DLF.

### Personnel médical et hospitalier: «Soigner les soignants maintenant»
Avant même la pandémie, la fatigue et l'épuisement du personnel soignant étaient particulièrement élevés en raison des lourdes charges de travail qui leur sont imposées. La pandémie de coronavirus de 2019 a encore aggravé la situation en raison de la pénurie de personnel, des pėriodes de travail plus longues et plus épuisantes et du manque d'équipement de protection individuelle. Les travailleurs de la santé se sentent poussés à bout et beaucoup d'entre eux s'inquiètent de l'impact négatif de la pandémie sur leur santé mentale,.
Lancée par la DLF à l'échelle des États-Unis en avril 2020 dans le contexte de la lutte contre le COVID-19, l'initiative « Heal the Healers Now » (Soigner les soignants maintenant) vise à apporter la MT aux prestataires médicaux dont les emplois ont été affectés par la pandémie afin de soutenir leur bien-être mental et physique et de renforcer leur résilience.

### «La liberté derrière les barreaux»:  un programme pour les détenus
En procurant un état profond de repos et de relaxation, la technique de MT permet aux détenus de soulager les symptômes de traumatismes profondément enracinés qui sont à la base du comportement criminel. En relâchant l'emprise de ces traumatismes passés, les détenus se calment naturellement, deviennent moins violents et commencent à se trouver de nouveaux objectifs,.

### Premiers intervenants
Les agents des forces de l'ordre, les pompiers et autres premiers intervenants sont souvent les témoins directs de certains événements extrêmement traumatisants, ce qui peut avoir un impact profond sur leur santé physique et mentale et leur bien-être. L'effet cumulatif du stress causé par le fait d'être témoin de ces événements et d'y répondre peut nécessiter leur prise en charge car cette population présente un risque accru de stress post-traumatique, de troubles liés à la consommation de substances illicites, de dépression, et même de suicide,.

## Galas de bienfaisance
Depuis 2009, David Lynch a organisé aux États-Unis une vingtaine de spectacles, de concerts et de conférences animés par de nombreux artistes et orateurs de renom afin de récolter des fonds destinés à permettre l'apprentissage de la MT à des milliers de personnes défavorisées, dont notamment :

### En 2009
En 2009, David Lynch organise son premier spectacle au profit de la DLF au légendaire Radio City Music Hall de New York « Change Begins Within » (Le changement débute de l'intérieur), un concert destiné à récolter des fonds pour enseigner la MT à un million d'enfants à risque et à « changer leur vie de l'intérieur ». Animée par le réalisateur et par l'actrice Laura Dern, la soirée, qui s'est déroulée à guichets fermés, a été marquée par les performances de Moby, Sheryl Crow, Eddie Vedder de Pearl Jam, Mike Love des Beach Boys, Donovan, Ben Harper, Angelo Badalamenti, Jim James de My Morning Jacket et de l'humoriste Jerry Seinfeld,.
Le point culminant de la soirée fut la réunion de Paul McCartney et Ringo Starr, en concert pour la première fois depuis sept ans,. Cet événement unique, destiné  à sensibiliser le public à la mission de la Fondation, a également fait l'objet d'un DVD.

### En 2010
Le 13 décembre 2010 s'est tenu au Metropolitan Museum of Art de New York un deuxième gala « Change Begins Within » organisé cette fois au bénéfice du « Center for Resilience » (Centre pour la résilience) de la Fondation, dont le but est d'aider les victimes de stress post-traumatique, notamment les soldats de l'armée américaine particulièrement touchés par ce fléau. Intitulé « Opération bien-être pour les guerriers », il a permis à Russell Brand, David Lynch, Paul McCartney, Martin Scorsese, John Hagelin et Clint Eastwood de témoigner de leurs expériences dans ce domaine,.
La même année, un film indépendant auquel David Lynch et Moby ont apporté leur soutien — Beyond The Noise : My Transcendental Meditation Journey — a été présenté dans divers festivals. Réalisé par Dana Farley, 19 ans, une étudiante en cinéma, il montre comment elle a pu surmonter une dyslexie sévère et un trouble dėficitaire de l'attention (TDA/H) par la pratique régulière de la MT pour obtenir son diplôme d'études secondaires et entrer à l'université. Présenté en première mondiale au début de 2011 lors de divers festivals, le film est sorti officiellement en 2012.

### En 2012
En juin 2012, Jerry Seinfeld a organisé à Beverly Hills une collecte de fonds intitulée « A Night of Comedy » (Une nuit de comédie) en l'honneur de George Shapiro, décédé depuis peu.Les artistes invités comprenaient Russell Brand, Sarah Silverman, Garry Shandling, Jason Alexander, Julia Louis-Dreyfus, Chris Rock, et Danny DeVito.

### En 2013
En janvier 2013, la Fondation a parrainé à New York un concert de jazz présenté par Mehmet Oz, George Stephanopoulos et l'actrice Liv Tyler au cours duquel jouèrent Herbie Hancock, Corrine Bailey Rae (en) et Wynton Marsalis. En février de la même année, elle a également organisé une autre collecte de fonds au profit de l'opération « Warrior Wellness » au New York Athletic Club de New York. En août de la même année, The Independent a annoncé que Russell Brand collecterait des fonds pour la Fondation David Lynch lors de sa tournée « Messiah Complex. À l'automne, deux collectes de fonds destinés aux premiers intervenants de la ville de New York souffrant de stress post-traumatique ont eu lieu avec la participation de Liv Tyler, Royston Langdon, Sean Lennon et Hugh Jackman. Plus tard dans le mois, Jack White et Brendan Benson ont donné un concert de charité au Ryman Auditorium de Nashville, dans le Tennessee.

### En 2015
Le 1er avril 2015 s'est déroulé au Theatre at Ace Hotel de Los Angeles un concert de bienfaisance célébrant le dixième anniversaire de la Fondation. Intitulé « The Music of David Lynch » (La Musique de David Lynch), il consista en une exploration des sons immersifs utilisés dans son œuvre au cours de laquelle des musiciens de différentes générations et de différents genres se sont réunis pour interpréter des morceaux tirés de ses films : Angelo Badalamenti, Chrysta Bell, Donovan, Duran Duran, Jim James, Julee Cruise, Karen O, Lykke Li, Moby, Sky Ferreira, Wayne Coyne, Steven Drozd des Flaming Lips et Zola Jesus.
Le 5 novembre de la même année s'est tenu au Carnegie Hall de New York un troisième concert de bienfaisance « Change Begins Within » auquel participaient cette fois Katy Perry, Sting, Jerry Seinfeld, Angelique Kidjo et Jim James de My Morning Jacket.

## Polémique
Lors de sa tournée en Europe, en 2007, pour la création d'« universités invincibles », l'intervention de son partenaire local à Berlin, Emmanuel Schiffgens, a provoqué un scandale. Ce dernier, vêtu d'une toge blanche et d'une couronne dorée, a demandé à l'auditoire de répéter avec lui « Nous voulons une Allemagne invincible ! » provoquant la réaction de plusieurs personnes, dont l'une répliquant « Hitler aussi voulait une Allemagne invincible ! », ce à quoi Schiffgens a répondu « Oui, mais il n'a pas réussi parce qu'il n'avait pas la bonne technique ! », provoquant des cris et insultes dans le public. Lynch est alors intervenu pour apaiser l'auditoire,.
La conférence avait pour but de faciliter l'acquisition d'un terrain sur une colline appelée le Teufelsberg, la « montagne du diable » (constituée avec les gravats de Berlin pendant les vingt années de reconstruction de la ville), pour la construction de son université. Lynch a participé à une cérémonie de pose de la première pierre sans l'accord des autorités locales qui ont déclaré qu'elles n'autoriseraient certainement pas la construction de cette université,.